# Ормонт
Ормонт (нем. Ormont) — община в Германии, в земле Рейнланд-Пфальц. 
Входит в состав района Вульканайфель. Подчиняется управлению Обере Килль.  Население составляет 374 человека (на 31 декабря 2010 года). Занимает площадь 12,44 км².